# Большое Береснёво
 Большое Береснево— деревня  в  Смоленской области России,  в Духовщинском районе. Расположена в северной части области  в 18  км к северу от Духовщины на автодороге Р136 Смоленск — Нелидово, в 1 км к западу от железной дороги Смоленск – Озёрный.
Население — 340 жителей (2007 год). Административный центр Бересневского сельского поселения.

## Достопримечательности
- Скульптура на братской могиле 468 воинов Советской Армии, погибших в 1941 - 1943 гг. В могиле захоронен Герой Советского Союза Кочетков Г.С.